# 노랑반점붓털쥐
노랑반점붓털쥐(Lophuromys flavopunctatus)는 쥐과 붓털쥐속에 속하는 설치류이다. 앙골라와 콩고민주공화국, 에티오피아, 케냐, 말라위, 모잠비크, 남수단, 탄자니아, 잠비아에서 발견된다. 자연 서식지는 아열대 또는 열대 기후 지역의 습윤 저지대 숲, 습윤 저산대림, 고지대 초원이다. 에티오피아 개체군은 해발 최대 4500m 고지대에서 고립되어 발견될 수 있다.